# Tang Shui Liu
Tang Shui Liu 劉棠瑞 ( 1911-1997 ) es un profesor, y botánico japonés. Ha trabajado extensamente con la flora de fanerógama de Japón, Brasil y de EE. UU., en el Jardín Botánico de Nueva York, probablemente la primera autoridad mundial en la familia de las ciperáceas.

## Algunas publicaciones
- 1974. A taxonomic revision of the species of Gentianaceae in Taiwan.

### Libros
- 1962. Illustrations of native and introduced ligneous plants of Taiwan: Moraceae - Bambusaceae, Volumen 2. 688 pp.
- 1969. Studies on the annonaceae of Taiwan. Volumen 76 de Technical Bulletin // Experimental Forest of National Taiwan University. Ed. Forest, Univ. 24 pp.
- Flora of Taiwan, Volume 3. Angiospermae. 1977. Eds. Hui-lin Li, Tang-shui Liu, Tseng-chieng Huang, Tetsuo Koyama, Charles De Vol. National Taiwan University. 200 pp.
- Flora of Taiwan, Volume 5. Angiospermae. 1978. Eds. Hui-lin Li, Tang-shui Liu, Tseng-chieng Huang, Tetsuo Koyama, Charles De Vol. National Taiwan University.
- Flora of Taiwan, Volume 6. Vascular Plants. 1979. Eds. Hui-lin Li, Tang-shui Liu, Tseng-chieng Huang, Tetsuo Koyama, Charles De Vol. National Taiwan University. 200 pp.
- Flora of Taiwan, Volume 1. Introduction. 1980. Eds. Hui-lin Li, Tang-shui Liu, Tseng-chieng Huang, Tetsuo Koyama, Charles De Vol. National Taiwan University
- Flora of Taiwan, Volume 4. Angiospermae. 1998. Eds. Hui-lin Li, Tang-shui Liu, Tseng-chieng Huang, Tetsuo Koyama, Charles De Vol. National Taiwan University.

- La abreviatura «T.S.Liu» se emplea para indicar a Tang Shui Liu como autoridad en la descripción y clasificación científica de los vegetales.[2]